# Caño Dagua
Caño Dagua är en flod i Colombia.   Daguafloden är belägen i departementet Vichada, i den östra delen av landet, 700 km öster om huvudstaden Bogotá. Flodens källa är Farallones de Cali och den mynnar ut i Rio Orinoco.